# Empis proboprocera
Empis proboprocera är en tvåvingeart som beskrevs av Christophe Daugeron 2000. Empis proboprocera ingår i släktet Empis och familjen dansflugor.
Artens utbredningsområde är Gabon. Inga underarter finns listade i Catalogue of Life.